# Шпански грађански рат
Шпански грађански рат је био сукоб у коме су се актуелна Друга шпанска република и левичарске групе бориле против побуне десничарских фашиста и националиста предвођене генералисимусом Франсиском Франком, који је у државном удару успео да свргне републиканску владу и успостави диктатуру. Овај сукоб је био резултат комплексних политичких, економских и културних подела између, како је то познати шпански писац и песник, Антонио Мачадо описао, две Шпаније.
Републиканце је чинио дијапазон лево оријентисаних групација које су се кретале од центриста који су подржавали изборну демократију, до поборника комунистичких или анархистичких револуционарних промена; њихова снага је имала првенствено урбани (мада су међу њима били и сељаци беземљаши) и секуларни карактер, а били су посебно јаки у Каталонији и у релативно конзервативној Баскији — два региона којима је републиканска влада дала велику аутономију. Фашистички побуњеници који су на крају извојевали победу имали су првенствено подршку великих и богатих земљопоседника и цркве, који су подржавали централизацију власти. Војна тактика овог рата је у много аспеката наговестила акције у Другом светском рату.
Иако је рат трајао само три године, политичка ситуација је већ била затегнута и пуна насиља у претходних неколико година. Број жртава је споран; процене најчешће говоре о бројци између 500.000 и 1.000.000 мртвих. Многе од ових жртава, међутим, нису биле резултат борбених дејстава, већ последица бруталних масовних погубљења која су чиниле обе стране. Рат је почео војним устанцима широм Шпаније и њених колонија, који су били праћени републиканским репресалијама против оних који су сматрани савезницима побуњеника: цркве. Чињени су масакри над католичким свештенством, цркве и манастири су били спаљивани. Дванаест бискупа, 283 калуђерице, 2.365 калуђера и 4.184 свештеника је убијено. У освит рата, Франков режим је иницирао темељно чишћење шпанског друштва од свега што је имало везе с левичарским партијама и уопште свега што је било повезано с Другом републиком, укључујући трговачке синдикате и политичке партије. Архиве су биле заплењене, извођени су претреси кућа, а непожељни појединци су често затварани, протеривани у егзил, или убијани.
Након рата, шпанској економији су биле потребне деценије да се опорави (види шпанско чудо). Политичке последице рата су одзвањале и ван граница Шпаније и подгревале су страсти у међународним интелектуалним и политичким круговима. Симпатизери републиканаца су овај рат прогласили борбом између "тираније и демократије", или "фашизма и слободе", и много младих идеалиста је тридесетих година 20. века ступило у интернационалне бригаде сматрајући да је спасавање Шпанске републике идеалистички циљ те ере. Франкови поборници, међутим, видели су рат као битку између „црвених хорди“ (комунизма и анархизма) и "хришћанске цивилизације". Али ова два супротстављена става су неизбежно била превелика поједностављења: обе стране су имале различите, и често конфликтне идеологије у својим редовима.

## Увод

### Политичка позадина
Од 1934. до 1936, Другом Шпанском Републиком је управљала коалиција деснице и центра, у којој је била и католичка Confederación Española de Derechas Autónomas (СЕДА) као и либерални политичари. Ова коалиција је стекла власт по аутоматизму након што је конзервативна влада изгубила општинске изборе 1934. године. Уочи разбуктавања социјалних немира, влада је побегла. Унутрашње супротности у влади су довеле до ограничене способности за делање и доношење одлука. У овом периоду, беснели су генерални штрајкови у Валенсији и Сарагоси, улични сукоби у Мадриду и Барселони, и рударски устанак (Шпанска револуција 1934.), који је силом угушиле трупе генерала Лопеза Очое и легионари којима је командовао Хуан Јагве (Juan Yagüe), под управом министра рата, Дијега Идалга.
Унутрашња неслагања су се гомилала у коалицији, и следила је радикализација ситуације у земљи. Штрајкови су били учестали, насиље узело маха, а комунисти и анархисти су убијали клерике, спаљивали цркве и прогонили људе које су сматрали конзервативним. Након серије криза владе, избори одржани 16. фебруара, 1936. су довели на власт влади Народног фронта, коју су подржавале партије левице и центра, а противила јој се десница. Нова влада је била нестабилна, и 7. априла 1936, председника Нисето Алкала-Замора (Niceto Alcalá-Zamora) је парламент разрешио дужности, и поставио премијера Мануела Азању за новог председника.
У овом периоду растућих тензија, према званичним изворима, 330 људи је убијено, а 1.511 је рањено у политички мотивисаном насиљу; подаци су забележили 213 неуспео покушај атентата, 113 генералних штрајкова, и уништење 160 религијских објеката; стварне цифре могу бити и више. 12. јула 1936, Хосеа Кастиља, поручника у Јуришној гарди и члана Социјалистичке партије је убила радикална десничарска група у Мадриду. Наредног дана, група официра Јуришне гарде се осветила убивши Хосеа Калва Сотела (José Calvo Sotelo), члана парламента и једног од вођа екстремне антирепубликанске опозиције, као и бившег министра финансија под диктатуром Мигела Прима де Ривере (Miguel Primo de Rivera). Овај атентат је подстакао следеће догађаје.
Дана 17. јула 1936. је почела побуна конзервативаца, које се дуго плашила левичарска влада Народног фронта премијера Сантијага Касареса Кироге (Santiago Casares Quiroga). Касарес Кирога, који је наследио Азању као премијер је у претходним недељама отерао у егзил војне официре осумњичене за заверу, међу којима су били генерал Мануел Годед и Љопис (Manuel Goded y Llopis) и генерал Франсиско Франко, који су послати на Балеарска острва и Канарска острва, тим редом. Побуна није била само војни пуч; она је такође имала значајну цивилну компоненту. Побуњеници су се надали да ће одмах стећи контролу над престоницом, Мадридом, и над свим осталим значајним градовима Шпаније. Севиља, Памплона, Кадиз, Херез де ла Фронтера, Кордоба, Сарагоса и Овиједо су пали под контролу побуњеника, али они нису успели да освоје Барселону и Мадрид. Као резултат је уследио продужени грађански рат.
Активни учесници рата су покривали целу скалу политичких позиција и идеологија тог времена. Франкова побуњеничка страна је укључивала фашистичке фаланге, карлисте и легитимисте монархисте; шпанске националисте; и већину конзервативаца. На републиканској страни су се борили већина либерала, баскијски и каталонски националисти, социјалисти, стаљинистички и троцкистички комунисти, и анархисти разних идеологија.
Из друге перспективе, стране се могу поделити на побуњеничку коју је чинила већина католичког свештенства и верујућих католика (изван баскијског региона), важни елементи војске, већина земљопоседника, и многи пословни људи. Републиканску страну је чинила већина урбаног радништва, сељаштво, и велики део образоване средње класе, посебно они који нису били предузетници.
Вође побуне су били генерали Франсиско Франко, Емилио Мола, и Хосе Санхурхо (José Sanjurjo). Санхурхо је био неприкосновени вођа устанка, али је погинуо у авионској несрећи 20. јула, док се враћао у Шпанију да преузме контролу над побуњеничком страном. Франко, командант шпанске армије од 1933. и већ познати профашиста, је побегао са Канарских острва у шпанске колоније у Мароку, и тамо преузео команду. Током наредне три године рата, Франко је био ефективни командант свих побуњеника.
Један од главних мотива конзервативаца, проглашен у време почетка њиховог устанка, био је да се конфронтирају са антиклерикализмом републиканског режима, и да одбране Римокатоличку цркву, која је била под ударом због своје подршке монархији, и коју су многи републиканци кривили за зла у држави. У првим данима рата цркве, манастири, и друге црквене зграде су биле спаљиване, а републиканске власти нису предузимале кораке како би ово спречиле. Чланови 24 и 26 Устава републике су забрањивали језуите, што је дубоко вређало многе конзервативце. Упркос овим религиозним питањима, баскијски националисти, који су готово сви били на страни републике, су у већини били верујући католици. Папа Јован Павле II је касније канонизовао неколико ових мученика Шпанског грађанског рата, који су били убијени зато што су били свештеници или монаси.

### Страно мешање
Побуни се супротставила влада (са трупама које су остале лојалне републици), као и социјалистичке, комунистичке и анархистичке групе. Британска влада је званично остала неутрална, али је ипак одржавала ембарго на увоз оружја Шпанији и активно је радила против антифашистичког учешћа у рату својих грађана. Задњи председник, Хуан Негрин, се надао да ће са почетком Другог светског рата, европске силе (највише Британија и Француска) коначно пружити помоћ, али ни Британија ни Француска нису подржале републику. И Фашистичка Италија под Бенитом Мусолинијем и Нацистичка Њемачка под Адолфом Хитлером су слале трупе, авионе и оружје као подршку Франку. Италијанска подршка је износила преко 60.000 војника у врхунцу рата. Добровољци су долазили и из других држава у подршку фашистима, попут Еоина О’Дафија из Ирске, и католичких интелектуалаца попут песника Роја Кембела. Дана 27. јула 1936. прва ескадрила италијанских авиона, које је послао Бенито Мусолини, је стигла у Шпанију.
Захваљујући француско-британском ембаргу на оружје, влада републике је могла да прима помоћ и купује оружје само од Совјетског Савеза, који је био удаљен хиљадама километара, и сам у економским проблемима. Оружје које је стигло из Совјетског Савеза је укључивало 1.000 авиона, 900 тенкова, 1.500 артиљеријских оруђа, 300 оклопних возила, стотине хиљада комада ручног оружја, и 30.000 тона муниције (од које је одређени проценат био неисправан). За исплату овог наоружања, републиканци су искористили 500 милиона америчких долара из златних резерви. На почетку рата Шпанија је по златним резервама била четврта држава света са око 750 милиона долара , мада је одређена средства замрзла француска влада. Мада су неки тврдили да је совјетска влада била мотивисана жељом да прода оружје, и да је наплаћивала изнуђивачке цене , треба рећи да су Совјети такође послали више од 2.000 људи, махом тенковских посада и пилота који су активно учествовали у рату, укључујући и борбе на републиканској страни.
Мексико је такође слао помоћ републиканцима у пушкама и храни. Током рата, напори изабране владе да се одупре побуњеничкој војсци су били отежавани франко-британском политиком 'не-интервенисања', која је резултовала развученим линијама снабдевања и нередовним испорукама оружја несталног квалитета.
Добровољци из многих земаља су се борили у Шпанији - већина на страни републиканаца. 40.000 мушкараца и жена се борило у Интернационалним бригадама, организованим у спрези са Коминтерном. Други су се борили као чланови ЦНТ и ПОУМ милиција.
'Шпанија' је постала cause celebre левичарске и интелигенције која је тежила левици широм западног света, и многи истакнути уметници и писци су се ставили у службу Републици (као и већи број левичара из радничке класе, за које рат није представљао само идеалистичку авантуру, већ бекство од пост-депресионе незапослености). Међу славнијим странцима који су се борили на страни Републике су били Ернест Хемингвеј и Џорџ Орвел, који је своја искуства описао у делу Каталонији у част. Орвелова новела Животињска фарма је благо инспирисана његовим искуствима, а искуства других троцкиста у рукама стаљиниста из периода када су почеле унутрашње борбе у Националном фронту су инспирисала сцене мучења из 1984. Хемингвејева новела За ким звона звоне је била инспирисана његовим искуствима из Шпаније. Трећи део аутобиографске трилогије Тренутак рата (A Moment of War) Лорија Лија је такође базиран на искуствима из Шпанског грађанског рата, (мада је тачност неких сећања оспоравана). Норман Бетун (Norman Bethune) је користио прилику да развије посебне вештине у ратној медицини. Као повремени посетилац, Ерол Флин је користио лажне вести о својој смрти на фронту како би промовисао своје филмове.
Фашисти су добили значајну и нескривену помоћ у виду оружја и људства од Немачке и Италије. Републиканци нису добили помоћ ни од једне велике светске силе изузев Совјетског Савеза, од кога су могли да купују оружје, захваљујући контроли над шпанским златним резервама које су се налазиле у Мадриду почетком рата. У овом периоду, Британија и Француска су биле дубоко политички подељене и имале су слабе владе, док су Сједињене Државе биле изолационистичке, неутралистичке, и мало су се бринуле за оно шта су понајвише сматрале унутрашњим питањем једне европске земље. И поред тога, од самог почетка рата, фашисти су добили значајну подршку од неких елемената америчке привреде. Вакјум ојл, нафтна компанија у америчком власништву, на пример, је одбила да продаје нафту републиканским бродовима, а Тексас ојл компани је снабдевала Франка горивом на кредит до краја рата. Многи у овим земљама су такође били шокирани насиљем које су испољавале анархистичке и ПОУМ милиције, и плашили су се стаљинистичког утицаја на републиканску владу. Репресалијама, убиствима и осталим зверствима у побуњеничким зонама, наравно, није придавана ни приближно једнака медијска пажња.
Немачка и СССР су користиле рат за испробавање бржих тенкова и авиона који су били тек произведени у то доба. Ловац Месершмит Bf 109 и транспортер/бомбардер Јункерс Ju 52 су коришћени у Шпанском грађанском рату. Совјети су доставили ловце Поликарпов И-15 и Поликарпов И-16. Шпански грађански рат је такође био пример тоталног рата у коме је Легија Кондор бомбардовала баскијски град Гернику, што је Пабло Пикасо приказао на својој чувеној слици Герника. Ово је предсказало догађаје из Другог светског рата попут бројних ваздушних кампања Луфтвафеа или бомбардовања Дрездена и савезничко бомбардовање Београда.

## 1936.
| Почетна Националистичка зона - јул 1936. Националистичко напредовање до септембра 1936. Националистичко напредовање до октобра 1937. Националистичко напредовање до новембра 1938. Националистичко напредовање до фебруара 1939. Последња област под контролом на републиканаца Главни националистички центри Главни републикански центри | Копнене битке Поморске битке Бомбардовани градови Логори Масакри Избеглички кампови |

За детаљнију хронологију види: Хронологија Шпанског грађанског рата.
У раним данима рата, преко 50.000 људи који су се нашли на „погрешној“ страни фронта је убијено. Број убијених на обе стране је вероватно сличан. У овим шетњама (шп. paseos), како су егзекуције називане, жртве су наоружани људи изводили и стрељали ван градова. Вероватно најпознатија жртва ових масовни егзекуција је био песник Федерико Гарсија Лорка. Избијање рата је пружило повод за измиривање рачуна, и разрешавање старих размирица. У већини области, обе стране су вршиле убиства.
Све наде у брзи крај рата су пресахнуле 21. јула, петог дана побуне, када су фашистичке снаге заробиле главну шпанску морнаричку базу код Ферола у северозападној Шпанији. Ово је охрабрило фашистичке државе у Европи да помогну Франку, који је већ контактирао владе Немачке и Италије претходног дана. 26. јула, Силе Осовине су се сврстале на фашистичку страну. Франкове снаге су извојевале још једну велику победу 27. септембра када су освојиле град Толедо.
Фашистички гарнизон под пуковником Москардом је држао утврђење у центру града од почетка побуне, пружајући отпор хиљадама републиканских војника који су потпуно окружили изоловану грађевину (неспособност да се освоји утврђење је била јак ударац престижу Републике, јер је сматрана необјашњивом у светлу бројчане надмоћи у области). Два дана касније, Франко се прогласио генералисимусом и каудиљом („вођа“) уједињујући разне фалангистичке и ројалистичке елементе. У октобру, фашисти су организовали велику офанзиву према Мадриду, али је појачани отпор од стране владе и долазак добровољаца из Совјетског Савеза зауставио напредовање до 8. новембра. У међувремену, републиканска влада се пребацила из Мадрида у Валенсију, изван борбене зоне, 6. новембра.
Дана 18. новембра, Немачка и Италија су званично признале Франков режим, а 23. децембра, Италија је послала своје добровољце да се боре на страни фалангиста.

## 1937.
Како су му редови били попуњени италијанским војницима, и шпанским колонијалним војницима из Марока, Франко је поново покушао да освоји Мадрид у јануару и фебруару 1937, али поново није успео. Дана 21. фебруара забрана за стране „добровољце“, од стране Комитета за не-интервенцију Лиге народа, је ступила на снагу. Велики град, Малага, је освојена 8. фебруара, а 28. априла Франкови људи су ушли у Гернику, у Баскији, два дана након што је град бомбардовала немачка Легија Кондор опремљена авионима Хајнкел He 51 (легија је стигла у Шпанију 7. маја). Након пада Гернике, влада је почела да узвраћа са повећаним успехом.
У јулу, влада је кренула у поновно освајање Сеговије, приморавши Франка да повуче трупе са мадридског фронта како би зауставио ово напредовање. Мола, Франков први подређени, је убијен 3. јуна, и почетком јула, упркос паду Билбаа у јуну, влада је започела јаку контраофанзиву у области Мадрида, коју су фашисти одбили уз тешкоће. Сукоб је назван „Битка за Брунет“ (Брунет је градић у провинцији Мадрид).
Након тога, Франко је повратио иницијативу, извршивши инвазију на Арагон у августу, и затим узевши град Сантандер (данас у Кантабрији). Уследила су два месеца огорчених борби, и упркос одлучном астуријанском отпору, Хихон (у Астурији) је пао крајем октобра, што је практично окончало рат на северу.
У међувремену, 28. августа, Ватикан је признао Франка (могуће под притиском Мусолинија), а крајем новембра, како су се фашисти ближили Валенсији, влада се поново пребацила, овај пут у Барселону.
Од 24. августа до 7. септембра борбе су вођене код Белћите, недалеко од Сарагосе. Републиканци су у тој бици однели тактичку победу.

## 1938.
Битка за Теруел је представљала значајан сукоб између фашиста и републиканаца. Град је припадао републиканцима на почетку битке, али су га побуњеници освојили у јануару. Републиканска влада је организовала офанзиву да поврати град, међутим, фашисти су га коначно освојили 22. фебруара. 14. априла, фашисти су се пробили до Средоземног мора, пресекавши територију коју су држали републиканци на два дела. Влада је покушала да преговара о миру у мају, али је Франко захтевао безусловну предају, па се рат наставио.
Влада је лансирала свеопшту кампању за поновно спајање своје територије у бици за Ебро, која је почела 24. јула и трајала је до 26. новембра. Кампања је била војно успешна, али је била фатално поткопана француско-британским благим ставом према Хитлеру у Минхену. Припајање Чехословачке је уништило све трагове морала републиканаца, окончавши све наде у антифашистички савез великих сила. Повлачење са Ебра нипошто није одлучило исход рата. Осам дана пре нове године, Франко је узвратио ударац, започевши масовну инвазију на Каталонију.

## 1939.
Фашисти су освојили Каталонију у жестокој кампањи током прва два месеца 1939. Тарагона је пала 14. јануара, Барселона 26. јануара, а Ђирона 5. фебруара. Пет дана након пада Ђироне, последњи отпор у Каталонији је сломљен.
Дана 27. фебруара, владе Уједињеног Краљевства и Француске су признале Франков режим.
Владиним снагама су остали само Мадрид и још неколико утврђења. 28. марта, уз помоћ профранкових снага унутар града ("пета колона" коју је генерал Мола споменуо у пропагандним обраћањима 1936), Мадрид су освојили фашисти. Сутрадан се предала и Валенсија, која је одолевала нападима фашиста готово две године. Победа је проглашена 1. априла, када су се и последње републиканске трупе предале.

## Социјална револуција
У областима које су контролисали анархисти, Арагону и Каталонији, осим привремених војних успеха, дошло је и до велике социјалне револуције у којој су радници и сељаци колективизовали земљу и индустрију, и успоставили савете паралелне парализованој влади. Овој револуцији су се противили и комунисти које су подржавали Совјети, и демократски републиканци. Аграрни колективи су постигли значајне успехе, упркос противљењима и недостатку ресурса, јер је Франко већ освојио делове земље који су имали неке од најбогатијих природних ресурса. Ове успехе либерални револуционари сматрају примером да анархистичко друштво може да процвета под правим условима — или бар под опсадним стањем, одговарају противници.
Како је рат напредовао, влада и комунисти су стекли приступ совјетском оружју, и успели да поврате контролу над ратним напорима, употребом дипломатије и силе. Анархисти и ПОУМ су били интегрисани са редовном војском, мада уз отпор; ПОУМ је стављен ван закона, након што је био лажно оптужен да је инструмент фашиста. У Мајским данима 1937, стотине или хиљаде антифашистичких војника су се међусобно поубијале у борбама за контролу над стратешким местима у Барселони.

## Људи

### Личности које су биле на страни републиканаца
- Норман Бетун (Norman Bethune)
- Мануел Азања
- Хоакин Ардеријус (Joaquín Arderíus)
- Буенавентура Дурути (Buenaventura Durruti)
- Педро Гарсија Кабрера
- Федерико Гарсија Лорка
- Хосе Хирал Переира (José Giral Pereira)
- Валентин Гонзалез
- Ернест Хемингвеј
- Мигел Ернандез
- Франсиско Ларго Кабаљеро
- Андре Малро
- Дијего Мартинез Барио (Diego Martínez Barrio)
- Хосе Мијаха (Jose Miaja)
- Хуан Модесто
- Хуан Негрин
- Џорџ Орвел
- Индалесио Пријето (Indalecio Prieto)
- Висенте Рохо Љук (Vicente Rojo Lluch)
- Анри Рол-Танги (Henri Rol-Tanguy) (вођа Слободних француских снага током устанка у Паризу 1944.)
- Долорес Ибарури
- Мигел де Унамуно

### Новинари и шпијуни
- Иља Еренбург (Ilya Ehrenburg)
- Самуел Крафсур (Samuel Krafsur)
- Карл Марцани (Carl Marzani)
- Роберт Талбот Милер III (Robert Talbott Miller III)
- Пабло Неруда
- Ким Филби

#### Амерички пилоти
- Еди Огуст Шнајдер (Eddie August Schneider) (1911—1940)
- Берт Акоста
- Френк Глазгоу Тинкер (Frank Glasgow Tinker)

### Личности идентификоване са фашистичком страном
- Франсиско Франко
- Мигел Кабанељас (Miguel Cabanellas)
- Хосе Санхурхо
- Емилио Мола
- Гонзало Кеипо де Љано (Gonzalo Queipo de Llano)
- Хуан Јагуе (Juan Yagüe)
- Хосе Енрике Варела
- Рафаел Гарсија Валињо
- Луис Кареро Бланко
- Фидел Давила (Fidel Dávila)
- Хосе Миљан Астрај (José Millán Astray)
- Рој Кембел

## Политичке партије и организације

### Народни фронт
Народни фронт је био изборна алијанса коју су формирале разне левичарске и центристичке партије за парламентарне изборе 1936, на којим је ова алијанса освојила већину мандата.
- УР (Републиканска унија - Unión Republicana): под вођством Дијега Мартинеза Бариа, је формирана 1934. Формирали су је чланови Републиканске радикалне партије ПРР (Partido Republicano Radical) који су дали оставку због неслагања са коалицијом Алехандра Леруа (Alejandro Lerroux) са Шпанском Конфедерацијом аутономних права СЕДА (Confederación Española de Derechas Autónomas)]. Ова партија је црпела главну подршку од обучених радника и прогресивних бизнисмена.
- ИР (Izquierda Republicana - Републиканска левица): коју је водио бивши премијер, Мануел Азања након што се његова партија Acción Republicana спојила са Партијом за галицијску незвисност Сантијага Касареса Квариоге и са Социјалистичком радикалном републиканском партијом (Partido Republicano Radical Socialista). Главну подршку су давали обучени радници, ситни бизнисмени и службеници. Азања је водио Народни фронт, и постао председник Шпаније. ИР је формирала окосницу прве владе након победе Народног фронтта, са члановима УР-а и ЕРК-а.
  - ЕРК (Републиканска левица Каталоније (Esquerra Republicana de Catalunya)): каталонска фракција Азањиних републиканаца, које је водио Љуис Компанис (Lluis Companys).
- ПСОЕ (Шпанска социјалистичка радничка партија (Partido Socialista Obrero Español)): Формирана 1879, њен савез са партијом Acción Republicana на општинским изборима 1931. је освојио победу која је довела до краљеве абдикације, и стварања Друге републике. Ове две партије су освојиле наредне опште изборе, али је ПСОЕ напустила коалицију 1933. У време грађанског рата, ПСОЕ се поделила на десно крило под Индалесиом Приетом (Indalecio Prieto) и Хуаном Негрином, и десно крило под Ларгом Кабаљером (Largo Caballero). Након победе Народног фронта, била је друга по величини партија у парламенту, након ЦЕДА; подржавала је Азању и Квариогу, али није активно учествовала док није почео грађански рат. Главну подршку су јој давали урбани физички радници.
  - УХТ (Општи раднички синдикат (Unión General de Trabajadores)): Социјалистички трговачки синдикат. УГТ је званично био повезан са ПСОЕ, и већина чланова синдиката је била за Кабаљера.
  - Федерација социјалистичке омладине (Federacion de Juventudes Socialistas)
- ПСУК (Уједињена социјалистичка партија Каталоније (Partit Socialista Unificat de Catalunya)): алијанса разних социјалистичких партија из Каталоније, формирана лета 1936. Контролисао ју је ПЦЕ.
- ХСУ (Уједињена социјалистичка омладина (Juventudes Socialistas Unificadas)): Милитантна омладинска група формирана спајањем социјалистичких и комунистичких омладинских група. Њен вођа, Сантијаго Кариљо, је дошао из Социјалистичке омладине, али је тајно ступио у Комунистичку омладину пре спајања, и групом је ускоро доминирала ПКЕ.
- ПКЕ (Комунистичка партија Шпаније (Partido Comunista de España)): под вођством Хосеа Дијаза у грађанском рату. Била је минорна партија током раних година Републике, али је почела да доминира Народним фронтом након што је Негрин постао премијер.
- ПОУМ (Радничка партија марксистичког уједињења (Partido Obrero de Unificación Marxista)): партија бивших троцкиста коју је 1935. формирао Андреу Нин.
  - ХКИ (Иберијска комунистичка омладина (Juventud Comunista Ibérica)): омладински покрет ПОУМ-а.

### Присталице народног фронта
- Републикански антифашистички војни савез (Unión Militar Republicana Antifascista): формирали су га војни официри као супротност Шпанском војном савезу (Unión Militar Española).
- Либералне или анархистичке групе. Либерали су бојкотовали парламентарне изборе 1936, и у прво време били против владе Народног фронта, али су се придружили током грађанског рата, када еј Ларго Кабаљеро постао премијер.
  - КНТ (Национална конфедерација рада (Confederación Nacional del Trabajo)): конфедерација анархо-синдикалистичких трговинских синдиката.
  - ФАИ (Иберијска анархистичка федерација (Federación Anarquista Ibérica)): федерација анархистичких група, врло активна у републиканским милицијама.
  - Слободне жене (Mujeres Libres): анархистичка феминистичка организација.
  - ФИХЛ (Иберијска федерација либералне омладине (Federación Ibérica de Juventudes Libertarias))
- Баскијски сепаратисти.
  - ПНВ (Баскијска националистичка партија (Partido Nacionalista Vasco)): католичка конзервативна партија под вођством Хосеа Антониа Агиреа (José Antonio Aguirre), која се залагала за већу аутономију или независност Баскијског региона. Имала је мандате у парламенту, и подржавала Народни фронт пре и током грађанског рата.
  - АНВ (Баскијска националистичка акција (Acción Nacionalista Vasca)): социјалистичка партија која се залагала за независност Баскијског региона.
  - СТВ (Баскијска радничка солидарност (Solidaridad de Trabajadores Vascos)): трговински синдикат у Баскијском региону, са снажном католичком традицијом.
- СРИ (Међународна црвена помоћ (Socorro Rojo Internacional)): организација у савезу са Коминтерном која је пружала значајну помоћ републиканским цивилима и војницима.

### Фашисти
- Шпански војни савез (Unión Militar Española) - конзервативна политичка организација официра оружаних снага, која је укључивала и познате критичаре републике попут Франциска Франка. Формиран је 1934. Од свог зачећа, УМЕ је тајно радио са фашистичком Италијом. Након изборне победе Народног фронта, почео је да планира пуч са монахистичким и фашистичким групама у Шпанији. Пред почетак грађанског рата, вође су били Емилио Мола и Хосе Санхурхо, а касније је вођа постао Франко.
- Алфонсински монархисти - поборници враћања на власт Алфонса XIII. Многи армијски официри, аристократе и земљопоседници су били алфонсинци, али је овај покрет имао мало подршке у народу.
  - Шпанска обнова (Renovación Española) - главна алфонсинска политичка партија.
  - Шпанска акција (Acción Española) - фашистичка организација под вођством Хосеа Калва Сотела (Jose Calvo Sotelo), основана 1933. око новинског листа истог имена који је издавао Рамиро де Маецу (Ramiro de Maeztu).
    - Национални блок (Bloque Nacional) - покрет милиције који је основао Калво Сотело.
- Карлисти монархисти - подржавали су Алфонса Карлоса I који је имао претензије на шпански трон, и сматрао је да је алфонсинска линија ослабљена либерализмом. Након што је Алфонсо Карлос умро, Карлисти су се поделили - неки су подржавали Карлосовог прописаног регента, Франциска Ксавијера, а други су подржавали Алфонса XIII или Фаланге. Карлисти су били тврдокорни поборници клерикализма предвођени аристократијом, са базом у народу међу фармерима и руралним радницима Наваре, који су попуњавали милицију.
  - Комунион традиционалиста (Comunión Tradicionalista) - карлистичка политичка партија
    - Requetés (Добровољци) - покрет милиције.
    - Пелајос (Pelayos) - милитантни омладински покрет, назван по Пелају од Астурије.
    - Маргаритас - женски покрет, назван по Маргарити де Борбон-Парма, супрузи карлистичког претендента на престо.
- Фаланге:
  - ФЕ (Falange Española de las JONS) - настали 1934. спајањем две фашистичке организације, Примо де Ривериних (José Antonio Primo de Rivera) Фаланги, основаних 1933, и Рамрио Ледесминих (Ramiro Ledesma) ЈОНС (Juntas de Ofensiva Nacional-Sindicalista - Зборови национал-синдикалистичке офанзиве), основаних 1931. Постао је масовни покрет након пораза ПРР-а и колапса ЦЕДА-е на општим изборима 1936, када му се придружила Acción Popular Хосеа Марије Хил-Роблеса (Jose Maria Gil-Robles), и Acción Católica, предвођена Рамоном Сераном Суњером (Ramón Serrano Súñer).
    - ОЈЕ (Organización Juvenil Española) - милитантни омладински покрет.
    - Женски одељак (Sección Femenina) - женски покрет за социјалну помоћ.

  - FET (Falange Española Tradicionalista y de las JONS) - основани 1937, спајањем ФЕ-а и Карлистичке партије, што је довело остатак политичких и паравојних елемената са фашистичке стране под Франкову врховну власт.

## Филмови
- За ким звона звоне (Сем Вуд, 1943, по новели Ернеста Хемингвеја)
- Ај, Кармела! (Режисер Карлос Саура, Шпанија/Италија 1990.) Име филма је наслов познате песме.
- За земљу и слободу (Кен Лоуч, 1995.)
- Libertarias (Висенте Аранда, 1996.)
- Лептир (La Lengua de las mariposas, Хосе Луис Куерда, 1999.)
- Soldados de Salamina (Давид Труеба, 2002.)
- Превртљива слава (Агусти Виљаронга, 2017.)